# اورنگ‌آباد بنگر
اورنگ‌آباد بنگر (به انگلیسی: Aurangabad Bangar) یک منطقهٔ مسکونی در هند است که در Mathura district واقع شده‌است.

## خصوصیات
اورنگ‌آباد بنگر  ۸٬۸۱۹ نفر جمعیت دارد.